# Peter Ernst I von Mansfeld-Vorderort
Peter Ernst I von Mansfeld-Vorderort , född 1517, död 1604, var generalguvernör eller ståthållare i de Spanska Nederländerna 1592-1594.